# 超短波警戒機乙
超短波警戒機乙（ちょうたんぱけいかいき・おつ）は、大日本帝国陸軍が開発したレーダー。

## 来歴
1930年代後半、ドイツやイギリスなどの欧米諸国からやや遅れるかたちで対空警戒レーダーの開発に参加した日本陸軍は、1939年（昭和14年）に最初の実用レーダーである超短波警戒機甲の開発に成功した。しかし、この頃からレーダー開発企業の日本電気におけるパルスレーダーの研究が進展したことから、陸軍は初歩的なバイスタティック・ドップラーレーダーである超短波警戒機甲の配備と並行して、1941年（昭和16年）初頭ごろから、より高機能なパルスレーダーの開発に着手した。
その前年である1940年12月、レーダーに関心が高い航空総監兼航空本部長山下奉文中将を団長とする陸軍遣独視察団に、超短波警戒機甲の開発に携わった陸軍におけるレーダー開発指揮者である佐竹金次中佐も随員として参加しており、佐竹中佐らはドイツの先進的なレーダーを調査し本国に報告（佐竹中佐らは以降もドイツに滞在し後述のウルツブルグレーダーを持ち帰る）、それを受けて陸軍はパルス波を用いる新レーダーを開発することとし、1941年初めにその研究を開始している。同年秋には試作品が早くも完成し、10月から開始した試験結果も良好であったため、試作第2号機を千葉県銚子市に設置することとし直ちに工事を始め1942年（昭和17年）6月に完了となっている。
なお、陸軍科学研究所が日本電気に試作させたパルスレーダー実験セットが、1941年7月に神奈川県川崎市生田から送信し東京都立川市（立川陸軍飛行場）上空の航空機を探知することに成功していることから、この研究試作の高出力化を図って開発試作とした可能性がある。また、超短波警戒機乙の開発に携わった日本電気の技術陣は、後に海軍のパルスレーダーの開発にも協力している。海軍は1941年9月初旬、試作機をもって横須賀市野比海岸で対航空機実験が行い、中型攻撃機を距離約100kmで探知することに成功している。

## 設計
これらの実績をもとに実用化されたパルスレーダーである「超短波警戒機乙」（のち「タチ6号」）は、1941年後半頃には先行生産に着手し1942年からは量産に移行した。量産第1号機の運用が可能となったのは1942年6月であったが、以降日本・満州・中国・朝鮮の各地、および南方作戦その他において進出した東南アジア各地の「要地」に多数が配備・運用されている。
性能に劣る「超短波警戒機甲」に代わる「超短波警戒機乙」は1940年のバトル・オブ・ブリテンで活躍したイギリス軍のレーダー程度の性能は持っており、信頼性や連合軍の電波妨害などにより必ずしも万全ではなかったものの、太平洋戦争中頃以降の陸軍航空部隊は前線各地や日本本土防空戦でこれらレーダーを有効的に活用している（#陸軍航空部隊の早期警戒）。
「超短波警戒機乙」を効果的に利用しての戦果の一例として、1943年（昭和18年）10月30日（中国航空戦）、九江の日本軍船舶を目標に来襲したアメリカ陸軍航空軍の9機の爆装P-38を飛行第25戦隊の一式戦「隼」が邀撃した防空戦において、陸軍は「超短波警戒機乙」と対空監視哨の情報を元にこれを待ち伏せ一式戦喪失1機と引き換えにP-38 4機を確実撃墜している（第449戦闘飛行隊エリスレン大尉機・ハーモン中尉機・テイラー中尉機・ロビンス中尉機）。1944年（昭和19年）6月15日のB-29による日本本土初空襲（八幡空襲）では、済州島の慕瑟浦に配備されていた「超短波警戒機乙」が東シナ海上空を飛行接近中のB-29をまず探知し北九州上空での防空部隊邀撃に威力を発揮、この活躍により「超短波警戒機乙」を運用した済州島の警戒隊長は防空戦でB-29を撃墜した二式複戦の操縦者とともに首相東條英機大将から表彰されている。

### 「タチ」・「タキ」・「タセ」
「超短波警戒機乙」は種類別に細分化され、主なもので要地用の「タチ6号」（約350台製造）、車載野戦用の「タチ7号」（1942年10月開発開始、1943年4月完成。製造は数台に止まり軽量型の「タチ18号」に開発量産移行）、軽量型車載野戦用の「タチ18号」（1944年1月完成。約400台製造）がある。命名規則は地上設置型は「タチ」、航空機搭載型は「タキ」、船舶搭載型は「タセ」と称しレーダーごとに後ろに番号が付され、各種が開発された。
「タキ」型を除いて出力は50kW、探知距離は約300km（162海里）で海軍の同種のレーダーよりも探知能力が高かった。しかし、原則として陸軍のレーダーは波長の長いメートル波レーダーであり、表示は後述のAスコープ方式に限られた。また小型化にも限界があり、最も小型化された車載野戦用の「タチ18号」でもシステム全体で4トンの重量があった（「タチ7号」は18トン）。
初期の「タチ6号」は送信アンテナが無指向性の独テレフンケン型だったため（後にダイポール型としてある程度の指向性を持たせた）、八木・宇田アンテナのような指向性アンテナに比較して敵方に電波を逆探知されやすい事が弱点であり、アンテナの数が送信1に対して受信が複数の構成だったので、受信アンテナを送信アンテナ側に直接向けないようにしつつ、他の受信アンテナとの干渉を起こさぬようにも留意しながら動かす必要があるなど、操作要員には熟練した技術が要求された。「タチ7号」及び「タチ18号」では送受信機が一体となり、送受信機1機につき1基の送受信アンテナでの構成となった。また、「タチ6号」で測定できるのは目標の距離と方位のみで、高度測定機能を有しなかったため、追って高度測定用の付加受信機「タチ20号」も開発された。「タチ20号」は最寄りの「タチ6号」の送信アンテナ波の目標反射波の受信仰角測定を行い、高度を把握するものである。高度測定専用の警戒機「タチ35号」も開発された。
陸軍船舶部隊が運用する徴用輸送船や特殊船（揚陸艦）に装備する船上レーダーとして、「タセ1号」が開発され（1942年11月開発開始、1943年2月完成）、追って対潜水艦捜索用の「タセ2号」（波長15 cm）も開発されたが、いずれも船上での整備・調整体制を確保できず安定した性能発揮ができなかったため、後に陸上用に転用された。「タセ1号」も「タチ6号」と同じく送受信機・送受信アンテナが別で、送信アンテナ1基と複数の受信アンテナにより構成された。
機上レーダーでは「タキ1号」（1943年1月開発開始、同年3月完成）が唯一終戦までに配備が間に合ったものであった。これは1943年3月に完成するも手直しを経た実用化自体は1944年初頭と遅れたものの、超短波でありながら大型艦船を100km・浮上潜水艦を20kmの距離で探知可能で（出力10kW）、機首と両翼に取り付けた指向性アンテナの切り替えにより等感度法で方向探知も行うことができた。重量150kgという大きさから搭載は大型の双発機に限定され、まず九七式重爆撃機（二型丙）に、次いで一〇〇式重爆撃機（二型丙）や四式重爆撃機（電波警戒機搭載型）に装備されて実戦投入された。
レーダー技術を活用した機上用の電波兵器としては、他に電波高度計の「タキ13号」が開発・装備化された。低空での飛行高度を正確に測定し、夜間の超低空飛行を可能とするもので、四式重爆撃機のうち夜間雷撃任務に就く部隊の機材に装備され、実戦で使用された。
一定の実用化はなされたものの、超短波警戒機乙の技術はレーダー技術史上では比較的初歩の三極管を用いたメートル波方式で、アンテナも非指向性のテレフンケン型または限定的な指向性を有するダイポールアンテナの採用に留まり、水準としてはバトル・オブ・ブリテンの時点でイギリスが採用していた無指向性アンテナを使用し、複数地点より観測して目標位置を特定する短波帯の「CHレーダー」と同等のものであった。同時期の海軍の同種のレーダーに比較して高出力で、より遠方の航空機も探知可能な利点はあったものの、イギリスがその後直ぐに八木アンテナを使用したVHFレーダーを実用化し、更には元々は日本人が開発した技術であるマグネトロンの開発に1940年に成功し、1941年にはこれを用いたより精緻な探知能力を持つマイクロ波レーダー、次いで1942年には世界初の平面座標指示画面（PPIスコープ）を採用したH2S (レーダー)の開発にも成功したのに対して、陸軍は最後までメートル波レーダーとAスコープ式の表示方式の領域から脱却できず。探知の精度は電探要員の個々人の解析技術に頼らなければならない状況であった。
また、当時の日本製電子兵器の弱点は、優良な銅素材の不足による真空管の耐久性の低さにあった。これにより、レーダーの高出力化、システムの小型化など全ての面で連合国に後れを取る事になった。

## 多摩陸軍技術研究所
1941年6月、組織改編によりレーダー開発の中心であった陸軍科学研究所（陸軍技術本部隷下）は陸軍技術本部と統合、科研の廃止により旧陸軍科学研究所第1部は陸軍技術本部第7研究所、旧陸軍科学研究所第2部は陸軍技術本部第6研究所、旧陸軍科学研究所登戸出張所は陸軍技術本部第9研究所になり、また技本自体も内部組織が改編され通信・電波兵器担当部門である旧陸軍技術本部第4部は陸軍技術本部第5研究所となった。
1942年10月には機構一元化のため陸軍技術本部、陸軍兵器廠（陸軍兵器本部・陸軍造兵廠・陸軍兵器補給廠）、陸軍省兵器局を統合する陸軍兵器行政本部を新設。技本の廃止により旧陸軍技術本部の各研究所は陸軍兵器行政本部隷下の各陸軍技術研究所に改編、旧陸軍技術本部第5研究所は第5陸軍技術研究所、旧陸軍技術本部第7研究所は第7陸軍技術研究所、旧陸軍技術本部第9研究所は第9陸軍技術研究所となった。
さらに1943年6月、第5・第7・第9の各陸軍技術研究所および、第4陸軍航空技術研究所（陸軍航空本部隷下）の各「電波兵器部門」を統合し独立研究機関とした多摩陸軍技術研究所を新設、陸軍大臣直属とした（1945年4月、陸軍航空本部直属に変更）。以降この多摩技研がレーダーを始めとする電波兵器の研究開発を行っている。
大戦中期頃から用いられるようになったレーダー命名規則の頭文字である「タ」は、この多摩陸軍技術研究所の「タ（多）」にもとづく。日本の敗戦までに多摩陸軍技術研究所で研究・開発された主要電波兵器は地上用17種類・機上用17種類・船上用7種類・その他4種類、第二次兵器（派生的付加装置的兵器）14種類、第三次兵器3種類と総計62種類にのぼる。

## 陸軍航空部隊の早期警戒
1943年後半のビルマ戦線（ビルマ航空戦）を例に、飛行第64戦隊の一式戦「隼」などからなる日本陸軍航空部隊（第3航空軍）の戦闘隊は、無線傍受解析（シギント）・電波警戒機（レーダー）・対空監視哨を主軸に前線で以下の早期警戒体制を構築していた。
1. 第5飛行師団第3航空特情部（航空特種情報部）は連合国空軍の空地無線交信を傍受、何時何分・使用飛行場・機種・機数といった出撃情報を掌握（インド東部の連合軍飛行場より日本軍の要衝ラングーン（ヤンゴン）まで約1,000km・飛行時間約4時間）
2. インド - ラングーンの中間地点アキャブ（ラングーンまで約1時間半）の対空監視哨が敵編隊を捕捉、機種・機数・高度・進行方向を報告。
3. ラングーンの日本陸軍防空戦闘隊はアキャブから情報があると操縦者はピスト（操縦者控所）で待機。
4. トンガップ・サンドウェー・ヘンサダ（ラングーン西北120km）等の各対空監視哨が敵編隊を捕捉し続報を伝達。
5. ラングーンから100km以内に入るとミンガラドンに配備した電波警戒機が機影を捕捉。
6. ラングーン防空高射砲部隊の対空監視哨が最後に捕捉。
7. 以上の各情報は刻々と邀撃戦闘隊本部に電話で報告。空襲警報が発令され操縦者はピストを飛び出し搭乗・離陸。離陸開始後5分でインヤー湖（ビクトリア湖）上空3,000mに空中集合。
8. 離陸した一式戦は機上無線電話で地上の戦闘指揮所より敵編隊方向への誘導を受け（対空誘導）、これを邀撃。

1943年11月27日ビルマ戦線、来襲したアメリカ陸軍戦闘機・爆撃機連合84機を第64戦隊第3中隊の僅か9機の戦闘機（一式戦8機・二式戦1機）が邀撃、2機の喪失と引き換えに戦闘機6機・爆撃機3機を確実撃墜する大戦果を挙げているが（米側被撃墜9機は裏付の取れている確実な記録）、この空戦にて第64戦隊機は電波警戒機が探知した米機位置情報を無線電話によって空中受信、地上誘導を受け有利な位置で攻撃を行っている（特に黒江保彦大尉機はミンガラドン基地と無線電話で頻繁に通信し次々に電波警戒機による敵機情報を受信）。さらに特筆に価する点として、ビルマ航空戦において大戦後期たる1943年7月2日から1944年7月30日の期間、日本陸軍の一式戦は空戦で83機の喪失と引き換えにスピットファイア18機・P-51A 15機・B-24 21機を含む連合軍機135機の確実撃墜を記録している（機種内訳は戦闘機70機・爆撃機等32機・輸送機等33機）。単純に撃墜戦果の比較で日本軍劣勢の1944年半ばにおいても日本陸軍航空部隊は連合軍空軍と互角ないしそれ以上の勝負を行っていた。